# Бабино-Булыгино
Бабино-Булыгино — село в Касимовском районе Рязанской области, входит в состав Овчинниковского сельского поселения.

## География
Село расположено на правом берегу Оки, на востоке примыкает к микрорайону Приокский города Касимова. 

## История
Бабенка в качестве села упоминается в подлинных писцовых и межевых книгах 1628 и 1629 годов. В селе имелись деревянные церковь во имя Воскресения Христова и церковь во имя великомученицы Парасковьи (Пятницы). В окладных книгах 1676 года в Бабенках Пятницкая церковь не упоминается. В писцовых книгах Шацка и Касимова 1684 года в Бабенках при церкви Воскресения Христова упоминается предел Рождества Пресвятой Богородицы, в другой церкви святой мученицы Параскевеи (Пятницы) службы не проводились. Строительство в селе Бабенка вместо деревянной каменной Преображенской церкви относится к 1740 году. Строителем её считают Касимовского комиссара Федора Саввина Скорнякова. Время освящения главного престола, который именовался Воскресенским, не известно, теплый придел в честь Рождества Пресвятой Богородицы освящён в 1787 году. В 1788 году с благословления преосвященного был устроен новый иконостас и расписаны стены храма. Совершилось также и переименование храма на Преображенский. В клировой ведомости 1915 года указано, что церковь как и колокольня каменная. Вокруг церкви была устроена кирпичная ограда с деревянными решётками и двумя воротами. Церкви принадлежало каменное здание церковноприходской школы, построенное в 1915 году.
В конце XIX — начале XX века село относилось к Телебукинской волости Касимовского уезда Рязанской губернии. В 1859 году в селе числилось 23 двора, в деревне Булыгиной — 18 дворов и 161 жит., в 1906 году в селе Бабенка (Тонкачево) имелось 20 дворов, в деревне Булыгино — 50 дворов и 465 жит.

## Население
| 1859 | 1906 |
| ---- | ---- |
| 246  | 170  |

| 1859 | 1906 | 2010 |
| ---- | ---- | ---- |
| 407  | ↗635 | ↘237 |

## Достопримечательности
В селе находится действующая Церковь Спаса Преображения. 